# Maříž (lovecký zámeček)
Lovecký zámeček Baron Offermann'sches Jagdschloss stával u obce Maříž směrem na Trojmezí.

## Historie
O historii tohoto loveckého zámečku máme velmi málo informací. Podle dochované pohlednice byl na něm nápis Brünner Ferienheim "An der Sonnleiten". Zámeček se po roce 1945 ocitl v pohraničním pásmu, a proto byl mezi lety 1950-1960 zbořen.
Dnes se dá místo, kde stál, velmi obtížně najít. Na místě jsou pouze nepatrné zbytky cihel.